# Barlovento littorei
Barlovento littorei is een hooiwagen uit de familie Agoristenidae. De wetenschappelijke naam van Barlovento littorei gaat terug op M. A. González-Sponga.